# Geronación
Geronación fue un grupo de Hip hop afincado en Gerona y formado por: Apre (MC y productor), Urban (MC), Metro (MC), Eddy (MC y fotógrafo) , Dejota Soyez (DJ y productor) y Arse (Logística y coordinación).

## Biografía
Empiezan su andadura en el año 1991. Años más tarde (1993) sacan su maqueta "Pa representar" con la que se dieron a conocer, y que sería reeditada en CD en el año 2002. Caracterizados por un estilo fresco, positivo y por su mensaje en forma de crítica social. Destacar su "rap social y en pie de guerra" como lo que ellos denominan "edutaiment" (education + entertainment), letras capaces de educar (sin sentirse "educadores", como afirman) a la vez que entretener.
En 2006 el grupo se declara "fuera de servicio" y todos sus miembros lanzan proyectos en solitario.

## Discografía
- "Pa' representar" (Maqueta) 1995
- "Guerrilla MC's" (Maxi) (Avoid, 1997)
- "En el sitio" (LP) (Avoid, 1999)
- "Pa representar" (LP) (Avoid, 2002)
- "El zulo" (EP) (Avoid, 2002)
- "Superhéroes del underground" (Maxi) (Avoid, 2004)
- "Teatro" (LP) (Avoid, 2004)
- "Pa' Representar (Remasterizada) (La firma, 2002)